# Le Vertannoy British Cemetery
Le Vertannoy British Cemetery (Le cimetière britannique Vertannoy) est un cimetière de la Première Guerre mondiale situé à Hinges dans le département français du Pas-de-Calais. Imaginé par Wilfred Clement Von Berg, le cimetière d'une superficie de 736 m2 accueille 141 victimes.

## Histoire
Construit en avril 1918 durant la bataille de la Lys, le cimetière a accueilli les unités de combat jusqu'en septembre de la même année .

## Victimes
Dans ce cimetière reposent 141 victimes (139 britanniques et deux personnes non identifiées).
Les victimes britanniques se composent de : 35 membres de la brigade des fusiliers, huit membres du Royal Warwickshire Regiment (en), six membres des Machine Gun Corps (en), quinze membres du Hampshire Regiment, onze membres des Lancashire Fusiliers, 19 membres du Wiltshire Regiment (en), onze membres du Duke of Wellington's Regiment (en), neuf membres du Somerset Light Infantry, trois membres des Gordon Highlanders, deux membres du Gloucestershire Regiment, huit membres du King's Own Royal Regiment (en), quatre membres des Seaforth Highlanders, deux membres du Royal Engineers, un membre des Royal Fusiliers, deux membres des South Wales Borderers, deux membres des Royal Welsh Fusiliers (en) et un membre du Essex Regiment.